# Évènement climatique de 4200 AP

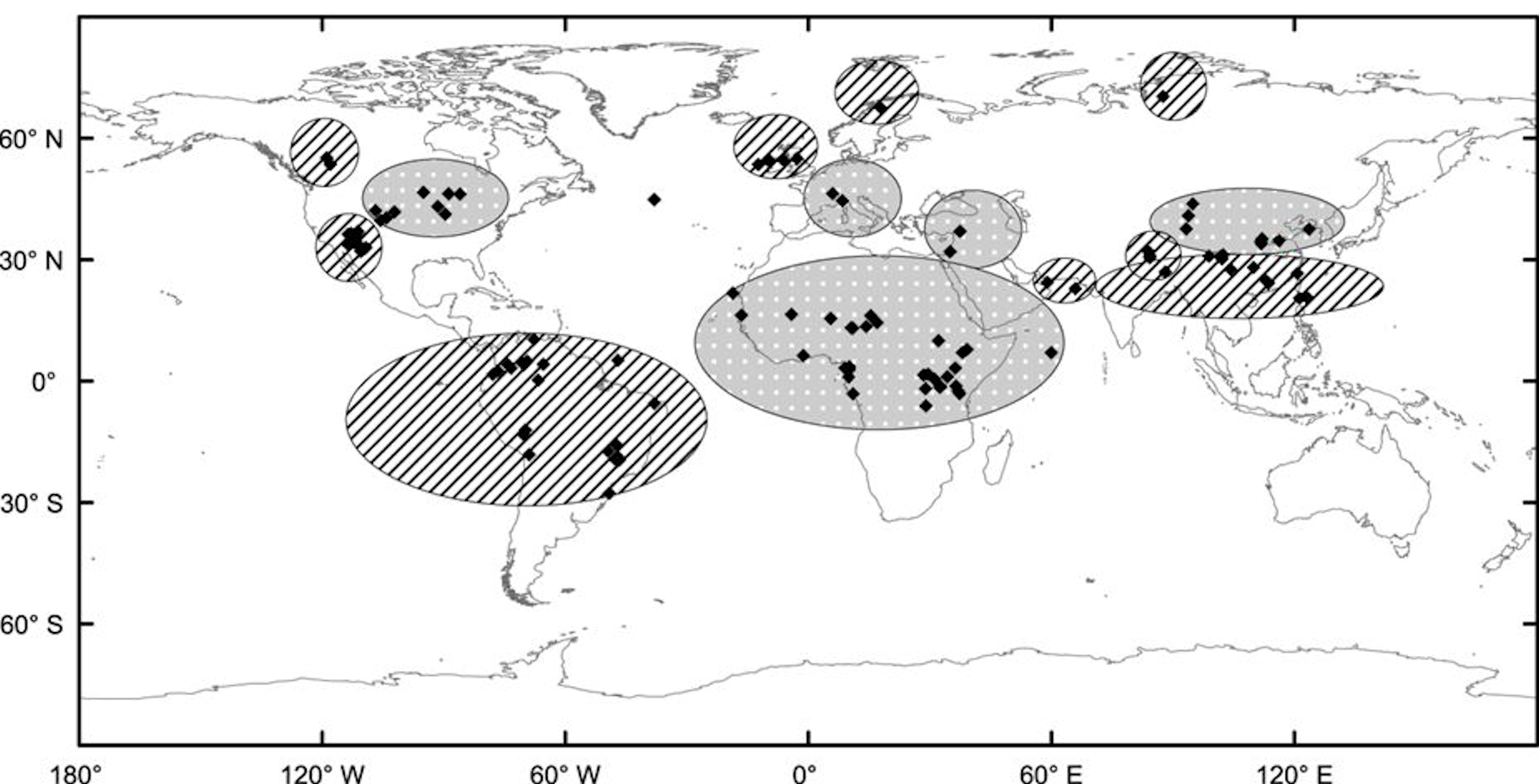
Zones affectées par l'évènement. Les zones pointillées furent affectées par des sécheresses ou des tempêtes de sable. Celles hachurées connurent des conditions humides ou des inondations.

L'évènement climatique de 4200 AP est l'un des plus sévères épisodes de sécheresse de l'Holocène. Commençant vers -2200, il se prolonge probablement pendant tout le XXIIe siècle av. J.-C. Il est supposé avoir causé l'effondrement de l'Ancien Empire égyptien, de l'empire d'Akkad, en Mésopotamie, et de la culture de Liangzhu, en Chine, dans la basse vallée du Yangzi Jiang. Cette sécheresse est aussi suspectée d'avoir joué un rôle dans la fin de la civilisation de la vallée de l'Indus et le déplacement de sa population vers le sud-est ainsi que dans la migration de locuteurs de l'indo-européen des steppes d'Asie centrale vers l'Inde.

## Traces matérielles

Reconstitution de la température au centre du Groenland. À la différence de l'événement climatique de 8200 AP, l'évènement climatique de 4200 AP n'a pas laissé un signal évident dans la carotte de glace du Gisp2, laquelle commence à 4,2 ka AP.

Une phase d'aridité intense, il y a environ 4 200 ans, est attestée dans le nord de l'Afrique, au Moyen-Orient, dans la mer Rouge, dans la péninsule Arabique, dans le sous-continent indien et dans la région midcontinentale d'Amérique du Nord. Les glaciers des chaînes montagneuses de l'ouest du Canada avancent à ce moment. Des traces ont également été trouvées dans les concrétions d'une grotte italienne, dans les glaces du Kilimandjaro et dans celles des glaciers andins. Le début de l'aridification en Mésopotamie, vers 2100 av. J.-C., coïncide avec un épisode de refroidissement dans l'Atlantique nord, le 3e événement de Bond,,. Cependant, les preuves de l'existence de cet évènement dans le nord de l'Europe sont ambiguës, montrant qu'il a eu un impact géographiquement complexe.

## Conséquences

### Espagne
Dans la péninsule Ibérique, la construction d'implantations de type « motillas (en) », qui apparaissent après -2200, sont supposées être consécutives à la sévère sécheresse qui affecte la région à partir de ce moment. Selon Moreno et alii, qui rendent compte de la première étude interdisciplinaire sur le sujet, effectuée dans la province de La Manche :
« Les récentes études montrent que les sites « motilla » de l'âge du bronze dans la province de La Manche pourraient être les plus anciens systèmes de recueil de l'eau souterraine de la péninsule Ibérique. […] Ils ont été construits pendant l'événement climatique de 4200 AP à une époque de stress environnemental, dû à une période de sécheresse sévère et prolongée. »
Les auteurs confirment la relation entre le substrat géologique et la distribution spatiale des motillas.

### Égypte antique
Vers -2250, l'Ancien Empire égyptien est frappé par une baisse exceptionnelle des crues du Nil. Cela a sans doute affecté cette société centralisée voire causé son effondrement. Les écrits de l'époque affirment que famines, désordres sociaux et désintégration sociale en furent les conséquences. Mais il y a peut-être là un biais politique car l'élite égyptienne croyait que la stabilité du pays dépendait d'un État unifié et pouvait considérer une certaine décentralisation comme un désastre. Après une phase de restauration de l'ordre dans les diverses provinces, l'Égypte s'est finalement réunifiée avec un nouveau royaume, doté d'administrateurs régionaux compétents, d'un système judiciaire plus formalisé, d'une administration réformée et de programmes d'irrigation[réf. nécessaire].

### Mésopotamie
L'aridification de la Mésopotamie semble liée au refroidissement des températures de surface de l'Atlantique nord (3e événement de Bond). Les données montrent de fortes variations à la baisse (50 %) dans la quantité d'eau disponible en Mésopotamie lorsque la température de surface du nord-ouest Atlantique devient anormalement basse. Les sources du Tigre et de l'Euphrate sont alimentées par les pluies d'hiver sur la Méditerranée.
L'empire d'Akkad, en -2300, est la seconde civilisation à atteindre le stade d'empire territorial (la première ayant été l'Égypte vers -3150). Sa chute est attribuée à une sécheresse séculaire de grande amplitude. En -2170, les données archéologiques montrent un abandon à grande échelle des plaines agricoles du nord de la Mésopotamie et un afflux dramatique de réfugiés au sud. Un mur de 180 km de longueur est bâti pour contenir les incursions des Amorrites depuis le sud. Vers -2150, les Gutis, originaires des monts Zagros, défont l'armée akkadienne, s'emparent de la capitale Akkad et la détruisent vers -2115. D'importants changements agricoles touchent tout le Moyen-Orient à la fin du troisième millénaire.
Le repeuplement des plaines septentrionales par des populations sédentaires intervient à partir de -1900, près de trois siècles après l'effondrement initial.

### Péninsule arabique
Dans la région du golfe Persique, on constate un changement soudain des modes de peuplement, et un changement culturel avec des styles de poterie différents 
et des modifications dans les tombeaux. La sécheresse du XXIIe siècle voit la fin de la culture d'Umm al-Nar (en) et les débuts de la culture du Wadi Suq (en).

### Sud de l'Asie centrale et Inde
Au deuxième millénaire avant notre ère, une sécheresse à grande échelle conduit à une réduction de la disponibilité en eau et à d'importants changements écologiques dans les steppes d'Eurasie et de l'Asie du Sud,.
Dans les steppes, cela entraîne un changement de végétation et une transition vers un mode de vie d'éleveurs nomades,.
La pénurie d'eau a de grandes conséquences en Asie du Sud :
« Cette période fut celle d'un grand bouleversement pour des raisons écologiques. La baisse prolongée des précipitations a provoqué une grave pénurie d'eau dans une vaste région, causant l'effondrement des cultures urbaines sédentaires au sud de l'Asie centrale, en Afghanistan, en Iran et en Inde, et déclenchant des migrations à grande échelle. Inévitablement, les nouveaux arrivants sont venus se fondre dans les cultures post-urbaines et les dominer ».
La sécheresse déclenche peut-être le déplacement vers le sud-est des habitats de la vallée de l'Indus ; les centres urbains disparaissent et sont remplacés par des cultures locales, en raison d'un changement climatique qui touche également le Moyen-Orient voisin. De nombreux chercheurs exposent en effet que la sécheresse et le déclin des échanges commerciaux avec l'Égypte et la Mésopotamie provoquent l'effondrement de la civilisation de l'Indus. Le système fluvial de Ghaggar-Hakra est alimenté par la pluie,, et dépend donc de la mousson, mais le climat de la vallée de l'Indus devient nettement plus frais et plus sec, à partir de 1800 av. J.-C., lorsque se produit un affaiblissement général de la mousson indienne ; l'aridité augmente, le cours du Ghaggar-Hakra se rétracte vers les contreforts de l'Himalaya,,, les inondations deviennent erratiques et diminuent en quantité, ce qui rend l'agriculture, qui en dépend, difficile à pratiquer. L'aridification réduit suffisamment l'approvisionnement en eau pour provoquer la disparition de la civilisation de l'Indus et disperser sa population vers l'est,,.

### Chine
La sécheresse est suspectée d'avoir causé la disparition des cultures néolithiques de la Chine centrale, dont la culture de Liangzhu, au cours du troisième millénaire. À cette époque, le cours moyen du fleuve Jaune connaît une extraordinaire série d'inondations. Dans la vallée du Yishu, la florissante culture de Longshan endure une période froide qui réduit fortement voire totalement la production des rizières. La raréfaction des ressources naturelles entraîne une importante décroissance de la population et la diminution subséquente des habitats. Vers -2000, la culture de Longshan est remplacée par la culture de Yueshi, plutôt moins développée.

## Limite stratigraphique
Cet évènement climatique extrême, d'ampleur majeure et d'étendue mondiale, sert de frontière temporelle entre l'étage géologique du Northgrippien et l'étage géologique du Méghalayen. C'est une stalagmite, trouvée dans une grotte dans l'État du Meghalaya, dans le Nord-Est de l'Inde, et datant précisément de cet évènement climatique extrême, qui est utilisée comme point stratotypique mondial définissant le passage du Northgrippien au Meghalayen,.